# Fiolen min
Fiolen min  är det andra studioalbumet av Orsa spelmän. Skivan finns också i en version för den internationella marknaden: "Fiolen Min - Sweden's Greatest Hits" (MMCD 005-x).

## Låtlista
1. Fiolen Min
2. Gärdebylåten
3. Hjortingen
4. Bränd-Pers Vals
5. Sparf Fars Polska
6. Frisells Gånglåt
7. Brudmarsch Från Jämtland
8. Horgalåten
9. Frykdalsdans nr. 2
10. Brudmarsch Från Delsbo
11. Trettondagsmarschen

1. Blickuspolska nr. III
2. Trollens Brudmarsch
3. Spelmansglädje
4. Rättvikarnas Gånglåt
5. Barkbrödslåten
6. Äppelbo Gånglåt
7. Solskenslåten/Kullerullvisan
8. Gråtlåten
9. Karis Pers Polska

## Medverkande
- Orsa spelmän
- Benny Andersson
- Dalarnas spelmansförbund
- Åsa Jinder och Peter Hedlund